# (1971) Hagihara
(1971) Hagihara es un asteroide perteneciente al cinturón de asteroides descubierto por el equipo del Indiana Asteroid Program de la universidad de Indiana desde el observatorio Goethe Link de Brooklyn, Estados Unidos, el 14 de septiembre de 1955.

## Designación y nombre
Hagihara fue designado inicialmente como 1955 RD1.
Más adelante se nombró en honor del astrónomo japonés Yusuke Hagihara (1897-1979).

## Características orbitales
Hagihara órbita a una distancia media de 2,992 ua del Sol, pudiendo alejarse hasta 3,248 ua y acercarse hasta 2,737 ua. Tiene una excentricidad de 0,08545 y una inclinación orbital de 8,701°. Emplea 1891 días en completar una órbita alrededor del Sol.